# Biuro Ochrony Rządu
Biuro Ochrony Rządu (BOR) – jednolita, uzbrojona formacja podległa ministrowi właściwemu do spraw wewnętrznych, działająca w Polsce, wykonująca zadania z zakresu ochrony osób i obiektów ważnych ze względu na dobro i interes państwa w latach 1956 – 2018. Została zorganizowana w 1956 r. na bazie struktur istniejących od 1944 r. W latach 1990–2001 biuro funkcjonowało jako Jednostka Wojskowa Nr 1004. W 2001 Biuro otrzymało status Policji i zostało umundurowane. W 2018 r. w miejsce BOR utworzona została Służba Ochrony Państwa.

## Historia BOR

### Okres przedwojenny
Biuro Ochrony Rządu wywodziło swoją tradycję z działań formacji utworzonej w strukturach Policji Państwowej w dwudziestoleciu międzywojennym. Głównym powodem jej powołania stał się zamach na prezydenta Gabriela Narutowicza przeprowadzony 16 grudnia 1922 r. Konsekwencją tego zabójstwa były m.in. zmiany personalne i organizacyjne dokonane w systemie bezpieczeństwa II Rzeczypospolitej.
29 lipca 1924 r. szef Ministerstwa Spraw Wewnętrznych Zygmunt Hübner podpisał instrukcję o prowadzeniu służby ochronnej wobec prezydenta, innych wysokich urzędników oraz głów obcych państw przebywających na terenie RP (nową wersję instrukcji w tej sprawie zatwierdził 1 sierpnia 1934 r. i wydał 19 grudnia 1934 r. kolejny minister, Marian Zyndram-Kościałkowski). Jednostką odpowiadającą za bezpieczeństwo dostojników państwowych stała się Brygada Ochronna działająca przy Okręgowym Urzędzie Policji Politycznej (od 1926 r. przy Urzędzie Śledczym) na m. st. Warszawę. Jej zorganizowanie nastąpiło na mocy zarządzeń z 12 czerwca 1924 r. szczegółowo określających zadania formacji. Za ochronę siedziby prezydenta od 1926 r. odpowiedzialna była Kompania Zamkowa (będąca pododdziałem wojskowym, który w 1928 r. wszedł w skład wydzielonego z Brygady Ochronnej Oddziału Zamkowego).
W nawiązaniu do utworzenia Brygady Ochronnej dzień 12 czerwca był w latach 2001–2017 obchodzony jako Święto Biura Ochrony Rządu.

### Ochrona rządu w okresie 1944-1956
Bezpośrednimi poprzednikami BOR były jednostki działające w latach 1944–1956 w obrębie aparatu represji Polski Ludowej. Po powołaniu Resortu Bezpieczeństwa Publicznego pierwszą z nich stał się Wydział Ochrony PKWN RBP utworzony 22 sierpnia 1944 r. W związku z powstaniem Rządu Tymczasowego i przekształceniem resortu w Ministerstwo Bezpieczeństwa Publicznego 1 stycznia 1945 r. komórka otrzymała nazwę Wydział Ochrony Rządu MBP. Jej funkcjonariusze odpowiedzialni za osobistą ochronę członków Rządu współpracowali z żołnierzami Batalionu Ochrony PKWN (Rządu) – następnie przemianowywanym na Samodzielny Batalion Ochrony Rządu – który odpowiadał  za ochronę obiektów rządowych i specjalnych o szczególnym znaczeniu.
Kilka lat później, na mocy rozkazu organizacyjnego nr 012 ministra z 20 stycznia 1949 r., w miejsce wydziału powstał Departament Ochrony Rządu MBP prowadzący ochronę osobistą najwyższych przedstawicieli władzy partyjno-państwowej aż do rozwiązania ministerstwa w grudniu 1954 r. Następnie funkcję tę przy nowo powołanym Komitecie do Spraw Bezpieczeństwa Publicznego przejął Departament VIII KdsBP. Formalne zorganizowanie jednostki nastąpiło na podstawie rozkazu organizacyjnego nr 055 przewodniczącego komitetu z 18 marca 1955 r. Jej działalność trwała do momentu zniesienia Departamentu VIII KdsBP w listopadzie 1956.

### Biuro Ochrony Rządu MSW
Po włączeniu struktur Komitetu do Spraw Bezpieczeństwa Publicznego - (oraz Departamentu VIII KdsBP), do Ministerstwa Spraw Wewnętrznych, na mocy zarządzenia nr 00238 ministra z 29 listopada 1956 r. utworzone zostało Biuro Ochrony Rządu, jako jedna z kilkunastu nowych komórek organizacyjnych w MSW. Nadzór nad BOR sprawował bezpośrednio minister lub wyznaczeni przez niego wiceministrowie. Zadania i charakter tej jednostki pozostawały bez zmian, od tej pory jednak jej funkcjonariuszom nadawano stopnie służbowe stosowane w resorcie MSW oparte na nazewnictwie wojskowym.
Wewnętrzna organizacja BOR w 1975 r. przedstawiała się następująco:
- Wydział I (ochrona osobista)
- Wydział II (ochrona obiektów)
- Wydział III (ochrona techniczna)
- Wydział IV (sprawy ogólnoorganizacyjne)
- Wydział V (transport samochodowy)
- Wydział VI (zaopatrzenie specjalne).

Biuro posiadało również jedną jednostkę terenową ulokowaną w strukturze Komendy Wojewódzkiej Milicji Obywatelskiej (od sierpnia 1983 r. Wojewódzkiego Urzędu Spraw Wewnętrznych) w Katowicach. Była to utworzona w listopadzie 1973 r. Samodzielna Sekcja Operacyjno-Ochronna KW MO, którą w styczniu 1977 r. przekształcono w Wydział Operacyjno-Ochronny KW MO / WUSW. Komórka funkcjonowała do lutego 1990 r., zajmując się ochroną dostojników partyjno-państwowych działających na terenie województwa (w tym ministra odpowiedzialnego za sprawy górnictwa mającego swoją siedzibę w Katowicach).
W wyniku reformy dzielącej MSW na służby w listopadzie 1981 r. Biuro Ochrony Rządu (z uwagi na realizowanie zadań wspólnie z Nadwiślańskimi Jednostkami Wojskowymi), znalazło się pod nadzorem szefa wojsk MSW. Po likwidacji tego stanowiska w listopadzie 1989 r. kontrolę nad komórką przejął szef Służby Bezpieczeństwa. Stan ten trwał do czasu zreorganizowania ministerstwa i podległych mu formacji dokonanego w okresie od 10 maja do 31 lipca 1990.

### BOR a SB
Kwestia przynależności Biura Ochrony Rządu do Służby Bezpieczeństwa wzbudza kontrowersje ze względu na fakt, iż w okresie PRL nie został wydany żaden akt prawny wyższego rzędu jednoznacznie określający jakie komórki organizacyjne MSW wchodziły w skład SB. Obecnie, zgodnie z ustawą lustracyjną, za jednostki Służby Bezpieczeństwa uważane są te jednostki Ministerstwa Spraw Wewnętrznych, które z mocy prawa podlegały rozwiązaniu w chwili zorganizowania Urzędu Ochrony Państwa, oraz te jednostki, które były ich poprzedniczkami. W rozumieniu tak skonstruowanych przepisów BOR należy umieścić poza systemem SB, gdyż nie został on rozwiązany, lecz po przekształceniu w dalszym ciągu funkcjonował w ramach ministerstwa. W trakcie procesu legislacyjnego, podczas obrad sejmowej komisji nadzwyczajnej rozpatrującej projekty ustaw lustracyjnych, rozważano również uwzględnienie biura jako odrębnej pozycji w katalogu organów bezpieczeństwa państwa, ostatecznie jednak propozycja ta nie uzyskała akceptacji parlamentarzystów.
Odmienne od decyzji politycznych stanowisko w sprawie BOR zajmują natomiast historycy, a w szczególności badacze związani z Instytutem Pamięci Narodowej. Zwracają oni uwagę na nieprecyzyjność zapisów ustawowych powodującą trudności interpretacyjne i stoją na stanowisku, że określenie struktury Służby Bezpieczeństwa nie jest możliwe bez odwołania się do normatywów niższego rzędu (niejawnych uchwał, zarządzeń, rozkazów itp.) regulujących bieżącą pracę Ministerstwa Spraw Wewnętrznych PRL. Tego typu akty w odniesieniu do Biura Ochrony Rządu wskazują zaś na to, że funkcjonariusze BOR prowadzili działalność na takich samych zasadach jak pracownicy innych jednostek operacyjnych i operacyjno-technicznych SB.
O związkach biura z organami bezpieczeństwa państwa świadczą m.in. następujące dokumenty:
- zarządzenie organizacyjne nr 0140 Ministra Spraw Wewnętrznych z 11 października 1975 r. w sprawie uposażenia według szczebla „B” dla stanowisk w komórkach organizacyjnych Służby Bezpieczeństwa, które wymienia w tym celu odpowiednie jednostki centralne i terenowe, wśród nich Biuro Ochrony Rządu MSW i Samodzielną Sekcję Operacyjno-Ochronną SB KW MO (w Katowicach)[10],
- zarządzenie nr 00102 Ministra Spraw Wewnętrznych z 9 grudnia 1989 r. w sprawie zasad działalności operacyjnej Służby Bezpieczeństwa wraz z załączoną instrukcją operacyjną, która wymienia Biuro Ochrony Rządu MSW jako jedną z jednostek organizacyjnych zobowiązanych do stosowania tych przepisów[11],
- notatki służbowe wewnątrzministerialnych zespołów zajmujących się w latach 70. i 80. XX w. kwestią uporządkowania struktury Ministerstwa Spraw Wewnętrznych (m.in. notatka z 25 czerwca 1984 r. dotycząca propozycji podziału jednostek organizacyjnych MSW na jednostki SB i MO, sporządzona w Biurze Organizacyjno-Prawnym MSW), które zaliczają Biuro Ochrony Rządu MSW do pionu Służby Bezpieczeństwa, określając je jako jednostkę operacyjno-techniczną lub jednostkę pomocniczą SB[12].

Przy ocenie BOR należy wziąć pod uwagę, iż komórka ta wykonywała jedynie funkcję ochrony fizycznej przedstawicieli najwyższych władz partyjno-państwowych oraz równorzędnych delegacji zagranicznych (jak również ochrony budynków i obiektów rządowych). Nie były to więc zadania zbliżone do typowych działań SB obejmujących (obok tradycyjnego wywiadu i kontrwywiadu) przede wszystkim operacyjną kontrolę wszelkich sfer życia społecznego w kraju. Nie zmienia to jednak faktu, że sprawy ochrony rządu w okresie PRL zaliczano do dziedziny ochrony bezpieczeństwa państwa, na co wskazuje m.in. rozporządzenie Rady Ministrów z 18 sierpnia 1983 r. w sprawie szczegółowego zakresu działania Ministra Spraw Wewnętrznych. Ponadto instytucjonalne usytuowanie BOR wpisuje się w ogólny model organizacyjny aparatu represji państw socjalistycznych oparty na wzorcach radzieckich (w ZSRR jednostka ochrony partii i rządu zawsze wchodziła w skład organów bezpieczeństwa państwowego, jej najdłużej działającym wcieleniem był IX Zarząd KGB).
Nowego określenia struktur SB na gruncie prawnym dokonano w 2017 r. w związku z wejściem w życie nowelizacji ustawy o zaopatrzeniu emerytalnym funkcjonariuszy służb oraz ich rodzin (tzw. ustawy dezubekizacyjnej). W akcie tym dotychczasowe pojęcie „służba w organach bezpieczeństwa państwa” (odwołujące się do katalogu organów umieszczonego w ustawie lustracyjnej) zostało zastąpione terminem „służba na rzecz totalitarnego państwa” oraz szczegółowym wyliczeniem odpowiednich służb, jednostek i stanowisk opracowanym w oparciu o ustalenia IPN. Zgodnie z przepisami ustawy służba w Biurze Ochrony Rządu oraz jego poprzednikach w okresie od 22 lipca 1944 r. do 31 lipca 1990 r. uznana została za służbę na rzecz totalitarnego państwa, samo zaś biuro zaliczono w nowym katalogu do jednostek organizacyjnych wypełniających zadania Służby Bezpieczeństwa.

### Jednostka Wojskowa Nr 1004
1 sierpnia 1990 r. Biuro Ochrony Rządu zostało przeformowane w Jednostkę Wojskową Nr 1004. Jego funkcjonariusze otrzymali status żołnierzy, nadal jednak pełnili służbę w resorcie spraw wewnętrznych. Podobnie jak w przypadku Nadwiślańskich Jednostek Wojskowych działanie biura opierało się na ustawach dotyczących Sił Zbrojnych Rzeczypospolitej Polskiej, zgodnie z którymi Ministrowi Spraw Wewnętrznych (od 1997 r. Ministrowi Spraw Wewnętrznych i Administracji) w stosunku do podporządkowanych mu oddziałów przysługiwały odpowiednio uprawnienia Ministra Obrony Narodowej. Ponadto Rada Ministrów wydała szereg uchwał i rozporządzeń przyznających żołnierzom BOR i NJW, w związku z wykonywanymi przez nich czynnościami, niektóre kompetencje funkcjonariuszy Policji.
Pod koniec lat 90. XX wieku, w związku z dążeniem RP do integracji europejskiej, nie mogła dłużej trwać sytuacja, w której część żołnierzy pozostawałaby poza strukturami Ministerstwa Obrony Narodowej. W celu utrzymania Biura Ochrony Rządu przy dotychczasowym ministerstwie rozpoczęto więc prace legislacyjne nad przepisami mającymi określić nową pozycję prawną tej formacji. Do momentu ich uchwalenia stan przejściowy regulowała ustawa z 22 grudnia 1999 r. o czasowym podporządkowaniu niektórych jednostek wojskowych. W wydanym akcie przewidywano zakończenie restrukturyzacji do 31 grudnia 2000 r., okres ten został później przedłużony do 31 marca 2001.

### Ustawa o BOR
30 marca 2001 r. weszła w życie ustawa z 16 marca 2001 r. o Biurze Ochrony Rządu. Na mocy jej postanowień jednostkę przekształcono w jednolitą, umundurowaną i uzbrojoną formację o charakterze policyjnym. Od tego momentu żołnierze JW 1004 stali się z mocy prawa funkcjonariuszami BOR z przysługującymi im stopniami służbowymi. W dokumencie wyznaczono również ostateczną datę likwidacji NJW MSWiA. Ich rozformowanie zakończone zostało 31 grudnia 2001 r., następnie żołnierze, z którymi nie rozwiązano stosunku służbowego, przeszli do dyspozycji Ministra Spraw Wewnętrznych i Administracji lub Ministra Obrony Narodowej, część z nich wcielono do Biura Ochrony Rządu.
W kolejnych latach ustawa była wielokrotnie nowelizowana i pozostawała podstawą prawną działalności biura aż do jego rozwiązania 1 lutego 2018 r. Zgodnie z zapisami aktu na czele struktury stał Szef BOR podległy ministrowi właściwemu do spraw wewnętrznych, powoływany i odwoływany na jego wniosek przez Prezesa Rady Ministrów. Szczegółowy podział na komórki organizacyjne określany był w drodze zarządzenia ministra i miał charakter informacji niejawnej. Oprócz spraw związanych z Biurem Ochrony Rządu w ustawie znajdowały się także artykuły dotyczące funkcjonowania Straży Marszałkowskiej, umundurowanej formacji podległej Marszałkowi Sejmu (bezpośrednio nadzorowanej przez Szefa Kancelarii Sejmu) przeznaczonej do ochrony Sejmu i Senatu. Przy wykonywaniu tych zadań strażnikom przysługiwała część uprawnień funkcjonariuszy BOR.

### Kierownictwo BOR i jego poprzedników
Naczelnicy Wydziału Ochrony PKWN RBP / Wydziału Ochrony Rządu MBP
- por. Leon Andrzejewski (22 sierpnia 1944 – 11 października 1944)
- kpt./mjr Włodzimierz Zacharewicz (9 listopada 1944 – 17 czerwca 1945)
- p.o. por. Stanisław Zasztoft (1 lipca 1945 – 19 lipca 1945)
- ppłk Stanisław Dolecki (20 lipca 1945 – 30 września 1946)
- płk Ludwik Sielicki (1 października 1946 – 31 maja 1948)
- ppłk Faustyn Grzybowski (1 czerwca 1948 – 20 stycznia 1949)

Dyrektorzy Departamentu Ochrony Rządu MBP / Departamentu VIII KdsBP
- płk Leon Rubinsztein (21 stycznia 1949 – 9 grudnia 1949)
- płk Faustyn Grzybowski (10 grudnia 1949 – 7 września 1956)

Dyrektorzy Biura Ochrony Rządu MSW
- płk/gen. bryg. Jan Górecki (28 listopada 1956 – 1 kwietnia 1981)
- płk Stefan Pawłowski (1 kwietnia 1981 – 14 stycznia 1983)
- płk/gen. bryg. Olgierd Darżynkiewicz (14 stycznia 1983 – 1 lipca 1989)
- płk Lucjan Wiślicz-Iwańczyk (1 lipca 1989 – 31 lipca 1990)

Szefowie Jednostki Wojskowej Nr 1004 – Biura Ochrony Rządu
- płk Lucjan Wiślicz-Iwańczyk (1 sierpnia 1990 – 8 lutego 1991)
- mjr Janusz Zakościelny (9 lutego 1991 – 18 listopada 1991)
- ppłk/płk/gen. bryg. Mirosław Gawor (19 listopada 1991 – 7 maja 1997)
- płk/gen. bryg. Henryk Sobczyk (8 maja 1997 – 11 grudnia 1997)
- gen. bryg. Mirosław Gawor (12 grudnia 1997 – 29 marca 2001)

Szefowie Biura Ochrony Rządu
- gen. bryg. Mirosław Gawor (30 marca 2001 – 6 listopada 2001)
- ppłk/płk/gen. bryg./gen. dyw. Grzegorz Mozgawa (7 listopada 2001 – 3 listopada 2005)
- płk Damian Jakubowski (3 listopada 2005 – 11 sierpnia 2006)
- p.o. płk Jan Teleon (11 sierpnia 2006 – 25 października 2006)
- mjr/ppłk/płk Andrzej Pawlikowski (25 października 2006 – 27 listopada 2007)
- gen. bryg./gen. dyw. Marian Janicki (27 listopada 2007 – 1 marca 2013)
- p.o. płk Krzysztof Klimek (1 marca 2013 – 22 marca 2013)
- płk/gen. bryg. Krzysztof Klimek (22 marca 2013 – 4 grudnia 2015)
- płk/gen. bryg. Andrzej Pawlikowski (4 grudnia 2015 – 27 stycznia 2017)[23]
- p.o. płk Tomasz Kędzierski (27 stycznia 2017 – 25 kwietnia 2017)[23]
- nadinsp. Tomasz Miłkowski (25 kwietnia 2017 – 1 lutego 2018)[1]

### Likwidacja BOR i powstanie SOP
W 2015 roku w Biurze Ochrony Rządu został przeprowadzony audyt, który wykazał dużą skalę zaniedbań i zaniechań. Przede wszystkim chodziło o niedofinansowanie formacji. Środki finansowe przyznawane BOR w poszczególnych latach nie pozwalały w pełni realizować ustawowych zadań. Nie prowadzono potrzebnej modernizacji obiektów i wyposażenia formacji. Za przekształceniem w formacji przemawiało także wysokie w ostatnich latach zagrożenie terrorystyczne na świecie. 10 października 2017 do Sejmu wpłynął rządowy projekt ustawy o Służbie Ochrony Państwa, który 12 października 2017 został skierowany do pierwszego czytania. Projekt ustawy dotyczy powołania nowej formacji ochronnej – Służby Ochrony Państwa (SOP) odpowiedzialnej za ochronę osób i obiektów o kluczowym znaczeniu dla funkcjonowania państwa, co – zdaniem wnioskodawców – pozwoli uporządkować i doprecyzować przepisy mające dotychczas zastosowanie do funkcjonariuszy BOR poprzez wyjaśnienie szeregu wątpliwości interpretacyjnych oraz ma na celu poszerzenie kompetencji wzmacniających kompleksowy wymiar działania formacji w dziedzinie zapewnienia bezpieczeństwa podmiotom znajdującym się pod jej ochroną poprzez przyznanie nowej formacji ochronnej prawa do podejmowania czynności operacyjno-rozpoznawczych. Służba Ochrony Państwa (SOP) zastąpiła Biuro Ochrony Rządu (BOR). 8 grudnia 2017 Sejm RP uchwalił ustawę o Służbie Ochrony Państwa. Za głosowało 265 posłów (klub PiS, koło Wolni i Solidarni, 21 posłów klubu Kukiz’15, 4 posłów niezrzeszonych, 1 poseł klubu PO, 1 poseł klubu Nowoczesna, 1 poseł klubu PSL), przeciw 175 posłów (129 posłów klubu PO, 4 posłów klubu Kukiz’15, 22 posłów klubu Nowoczesna, 14 posłów klubu PSL, koło UED, 2 posłów niezrzeszonych), nikt się nie wstrzymał od głosu, a nie głosowało 20 posłów. 21 grudnia 2017 Senat RP przyjął ustawę bez poprawek, a 10 stycznia 2018 prezydent RP Andrzej Duda ustawę podpisał. Ustawa z dnia 8 grudnia 2017 r. o Służbie Ochrony Państwa weszła w życie 1 lutego 2018 roku.

## Działalność BOR w latach 2001–2018

### Ostatnie kierownictwo BOR

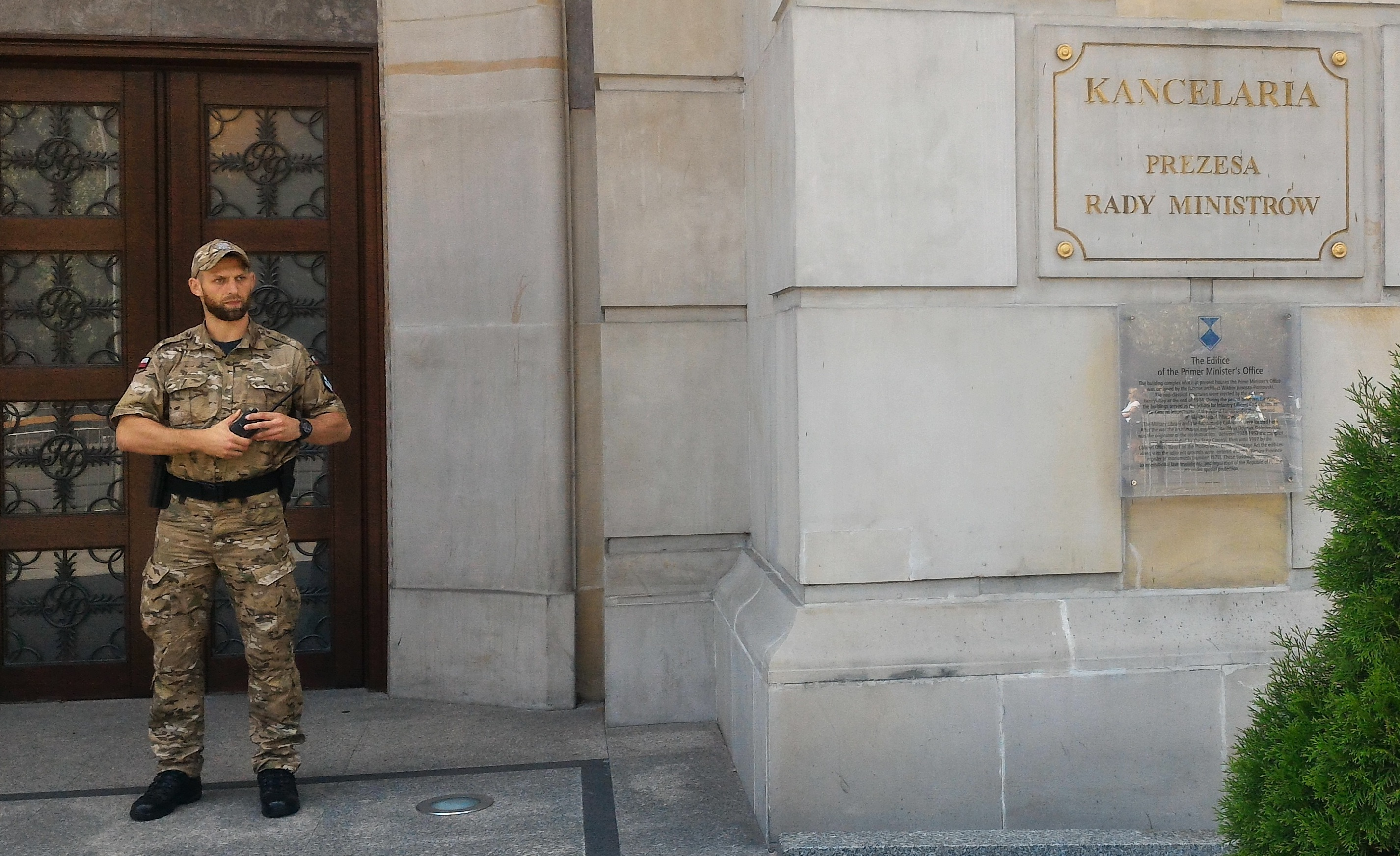
Funkcjonariusz BOR-u przed Kancelarią Prezesa Rady Ministrów

- nadinsp. Tomasz Miłkowski[1] – Szef BOR od 25 kwietnia 2017 do 31 stycznia 2018
- płk Paweł Tymiński – zastępca Szefa BOR, szef Pionu Działań Ochronnych od 21 czerwca 2017 do 31 stycznia 2018
- insp. Robert Nowakowski – zastępca Szefa BOR, szef Pionu Logistyki od 20 października 2017 do 31 stycznia 2018

### Osoby ochraniane przez BOR
- Prezydent Rzeczypospolitej Polskiej
- Marszałek Sejmu Rzeczypospolitej Polskiej
- Marszałek Senatu Rzeczypospolitej Polskiej
- Prezes Rady Ministrów
- Wiceprezes Rady Ministrów
- Minister właściwy do spraw wewnętrznych
- Minister właściwy do spraw zagranicznych
- byli prezydenci Rzeczypospolitej Polskiej (na terytorium Rzeczypospolitej Polskiej)
- przedstawiciele delegacji państw obcych przebywających na terytorium Rzeczypospolitej Polskiej
- inne osoby ważne ze względu na dobro państwa, na podstawie decyzji ministra właściwego do spraw wewnętrznych

### Okres objęcia ochroną BOR
Początek objęcia ochroną ważnych osób przez BOR i ustanie tej ochrony na ogół nie pokrywały się z okresem pełnienia danej funkcji państwowej. Wykaz początku i końca sprawowania ochrony przez Biuro Ochrony Rządu nad najważniejszymi osobami w państwie.
- Prezydent Rzeczypospolitej Polskiej – od momentu podania oficjalnych wyników wyborów przez Państwową Komisję Wyborczą do momentu zaprzysiężenia na urząd Prezydenta RP (jako prezydent elekt) oraz od momentu zaprzysiężenia na urząd Prezydenta RP – dożywotnio (po zakończeniu kadencji prezydenckiej ochrona BOR przysługuje byłemu prezydentowi tylko na terytorium Polski)
- Prezes Rady Ministrów – od momentu nominowania przez Prezydenta RP do chwili uzyskania wotum zaufania przez Sejm RP oraz od momentu uzyskania wotum zaufania – przez 6 miesięcy od chwili zakończenia pełnienia funkcji Prezesa Rady Ministrów
- marszałkowie izb parlamentu oraz ministrowie – od momentu powołania / wyboru, przez okres ok. 1 miesiąca po zakończeniu pełnienia funkcji

### Szefowie ochrony Prezydenta RP
- ppłk Krzysztof Olszowiec (od 2005; zawieszony 27 listopada 2008)[29]
- Artur Żelazowski (p.o. od 28 listopada 2008 do lutego 2009)[30]
- Janusz Murasicki (od lutego 2009)[31]

### Szefowie ochrony Prezesa Rady Ministrów
- płk Krzysztof Kowalczyk (1997–2001, szef ochrony Prezesa Rady Ministrów Jerzego Buzka)
- płk Wiesław Bijata (2001–2004, szef ochrony Prezesa Rady Ministrów Leszka Millera)
- płk Sławomir Bogacki (2004–2005, szef ochrony Prezesa Rady Ministrów Marka Belki)
- płk Krzysztof Klimek (2007–2013, szef ochrony Prezesa Rady Ministrów Donalda Tuska)
- płk Andrzej Pawlikowski (od grudnia 2015, szef ochrony Prezesa Rady Ministrów Beaty Szydło)

### Obiekty ochraniane przez BOR
- Obiekty służące Prezydentowi Rzeczypospolitej Polskiej, Prezesowi Rady Ministrów, ministrowi właściwemu do spraw wewnętrznych oraz ministrowi właściwemu do spraw zagranicznych, budynki Sejmu RP i Senatu RP
- Polskie przedstawicielstwa dyplomatyczne
- Urzędy konsularne oraz przedstawicielstwa przy organizacjach międzynarodowych poza granicami Rzeczypospolitej Polskiej
- Inne obiekty i urządzenia o szczególnym znaczeniu

### Formy działania BOR

Kolumna samochodów Biura Ochrony Rządu wyjeżdża z Pałacu Prezydenckiego. 1) Funkcjonariusze BOR patrolujący chodnik przed Pałacem blokują ruch pieszy 2) Samochody ochrony blokują oba pasy ruchu wstrzymując samochody jadące Krakowskim Przedmieściem 3) Samochód BOR z osobą ochranianą (premier Marek Belka) wyjeżdża na ulicę 4) Uformowanie kolumny samochodów BOR (samochody Policji zaparkowane na chodniku nie wchodzą w skład tej kolumny pojazdów)

Biuro Ochrony Rządu wykonywało zadania ochronne poprzez m.in. planowanie zabezpieczenia osób, obiektów i urządzeń, rozpoznanie i analizę zagrożeń, zapobieganie powstawaniu zagrożeń, koordynację działań ochronnych różnych służb, wykonywanie ochrony bezpośredniej, zabezpieczanie obiektów i urządzeń. W trakcie wykonywania obowiązków służbowych funkcjonariusze BOR współpracowali z funkcjonariuszami Policji, Agencji Bezpieczeństwa Wewnętrznego, Agencji Wywiadu, Straży Granicznej, Żandarmerii Wojskowej. Funkcjonariusze BOR mieli prawo wydawać polecenia, zatrzymywać pojazdy, legitymować osoby w celu ustalenia tożsamości, zatrzymywać osoby, dokonywać kontroli osobistej, zwracać się o niezbędną pomoc do organów, instytucji i osób. W sytuacjach zagrożenia funkcjonariusze BOR mogli użyć środków przymusu bezpośredniego (siła fizyczna, pałki służbowe i psy), a nawet użyć broni palnej.
Funkcjonariusze Biura Ochrony Rządu pełnili różnorakie funkcje. W zależności od specjalności i przygotowania funkcjonariusza, wykonywali zadania m.in. zadania z zakresu:
- ochrony osobistej
- ochrony obiektów
- zabezpieczenia pirotechniczno-radiologicznego
- obsługi technicznej pojazdów
- obsługi recepcyjnej
- służby reprezentacyjnej

### Służba w BOR
Służbę w BOR mogła pełnić osoba posiadająca obywatelstwo polskie, nieposzlakowaną opinię, niekarana za popełnienie przestępstwa, korzystająca z pełni praw publicznych, posiadająca co najmniej średnie wykształcenie oraz zdolność fizyczną i psychiczną do służby w formacji uzbrojonej i gotowa podporządkować się dyscyplinie służbowej.
Osoba zgłaszająca się, po pozytywnym przejściu procedury rekrutacyjnej, mianowana była funkcjonariuszem w służbie przygotowawczej na okres 3 lat. Po tym okresie i uzyskaniu pozytywnej opinii zostawała mianowana funkcjonariuszem w służbie stałej.
Preferowane było, by kandydaci na funkcjonariuszy posiadali specjalistyczne umiejętności przydatne w służbie, uprawiali sporty walki, wodne, samochodowe oraz strzelectwo, znali języki obce.

### Korpusy i stopnie funkcjonariuszy

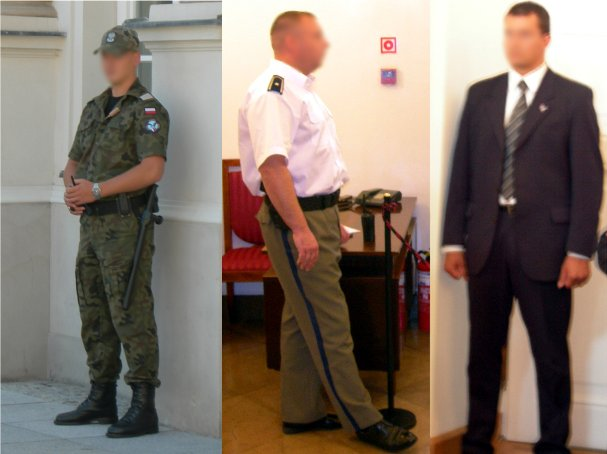
Różne umundurowanie funkcjonariuszy Biura Ochrony Rządu w zależności od charakteru służby. Od lewej: 1) funkcjonariusz BOR patrolujący ulicę Krakowskie Przedmieście od strony Pałacu Prezydenckiego w mundurze polowym; 2) funkcjonariusz BOR ochrony pałacowej Pałacu Prezydenckiego; 3) funkcjonariusz BOR ochrony osobistej Prezydenta RP

- Korpus szeregowych:
  -  Szeregowy
  -  Starszy szeregowy
- Korpus podoficerów:
  -  Kapral
  -  Plutonowy
  -  Sierżant
  -  Starszy sierżant
- Korpus chorążych:
  -  Młodszy chorąży
  -  Chorąży
  -  Starszy chorąży
- Korpus oficerów:
  -  Podporucznik
  -  Porucznik
  -  Kapitan
  -  Major
  -  Podpułkownik
  -  Pułkownik
  -  Generał brygady
  -  Generał dywizji

### Ochrona osobistości
- Liczba funkcjonariuszy ochraniających w danym momencie Prezydenta RP wynosiła 12, Prezesa Rady Ministrów – 9, Marszałka Sejmu RP i Marszałka Senatu RP, wicepremierów, ministrów i byłych Prezydentów RP – po 1-4; w zależności od potrzeb liczba funkcjonariuszy mogła zostać zmieniona.
- Ochrona BOR przysługiwała również byłym premierom przez okres 6 miesięcy po zakończeniu sprawowania funkcji.
- Ochrona BOR przysługiwała również członkom rodziny prezydenta i premiera.
- Do obiektów ochranianych przez BOR należały także prywatne mieszkania osób ochranianych.
- Biuro Ochrony Rządu nie było jedyną polską formacją chroniącą VIP-ów. Zadania z zakresu wykonywania czynności ochronnych wobec osób uprawnionych realizował również Wydział Ochrony Oddziału Specjalnego Żandarmerii Wojskowej w Warszawie, który zajmuje się nadal ochroną Prezydenta RP, Marszałka Sejmu RP, Marszałka Senatu RP, Prezesa Rady Ministrów wyłącznie na terenie jednostek wojskowych oraz Ministra Obrony Narodowej i innych osób na mocy odrębnej decyzji przedmiotowego ministra. Chroni on również członków wojskowych delegacji zagranicznych przebywających z wizytą w Polsce. Tradycje ochrony osób przez Żandarmerię Wojskową sięgają 1926 r., kiedy to utworzono „Pluton żandarmerii Prezydenta Rzeczypospolitej” oraz przydzielono siedmiu żandarmów do służby przy osobie Ministra Spraw Wojskowych Józefa Piłsudskiego. W okresie PRL czynności ochronne wobec Ministra Obrony Narodowej oraz członków wojskowych delegacji zagranicznych szczebla kierowniczego, jak również członków najwyższych władz partyjnych i państwowych oraz cywilnych delegacji zagranicznych szczebla równorzędnego, w przypadku ich pobytu na terenie obiektów wojskowych realizowały wyspecjalizowane komórki Wojskowej Służby Wewnętrznej (1957–1990).
- Czynności ochronne w okresie II RP i PRL wykonywały na mocy odrębnych przepisów cztery podmioty: Policja Państwowa, Żandarmeria, Biuro Ochrony Rządu, Wojskowa Służba Wewnętrzna.
- Obecnie czynności ochronne na mocy zapisów ustawowych wykonują dwie instytucje: Służba Ochrony Państwa i Żandarmeria Wojskowa.

Biuro Ochrony Rządu ochraniało także inne osoby, które były ważne ze względu na dobro państwa. Decyzję o ochronie podejmował minister właściwy do spraw wewnętrznych. Na tej podstawie ochronie podlegały np.:
- Jarosław Kaczyński (w pierwszej połowie 2006 r., który z uwagi na podobieństwo fizyczne mógł zostać pomylony z prezydentem RP Lechem Kaczyńskim),
- Jadwiga Kaczyńska – matka Jarosława Kaczyńskiego i Lecha Kaczyńskiego (w związku z groźbami zawartymi w liście wysłanym do Kancelarii Premiera), od 2005 r.
- kilkanaście osób, nie tylko polityków, w związku z zabójstwem pracownika biura poselskiego PiS[32].

### Funkcjonariusze, którzy polegli lub zginęli na służbie
3 października 2007 w Iraku w zamachu na ambasadora Edwarda Pietrzyka zginął plutonowy Bartosz Orzechowski.
10 kwietnia 2010 w katastrofie polskiego samolotu Tu-154M w Smoleńsku zginęło dziewięcioro funkcjonariuszy Biura Ochrony Rządu: ppłk Jarosław Florczak, kpt. Dariusz Michałowski, por. Paweł Janeczek, ppor. Piotr Nosek, mł. chor. Agnieszka Pogródka-Węcławek, st. chor. Artur Francuz, chor. Paweł Krajewski, chor. Jacek Surówka i chor. Marek Uleryk (wszyscy funkcjonariusze BOR zostali pośmiertnie awansowani na wyższe stopnie).
Funkcjonariuszy BOR, którzy zginęli upamiętnia pomnik, odsłonięty w 2008 w Warszawie przy ul. Podchorążych.

### Odznaczenia BOR
W 2009 roku instytucja została odznaczona Złotym Medalem Opiekuna Miejsc Pamięci Narodowej, a w 2012 roku – Medalem Honorowym za zasługi dla Żandarmerii Wojskowej.

### Wyposażenie BOR

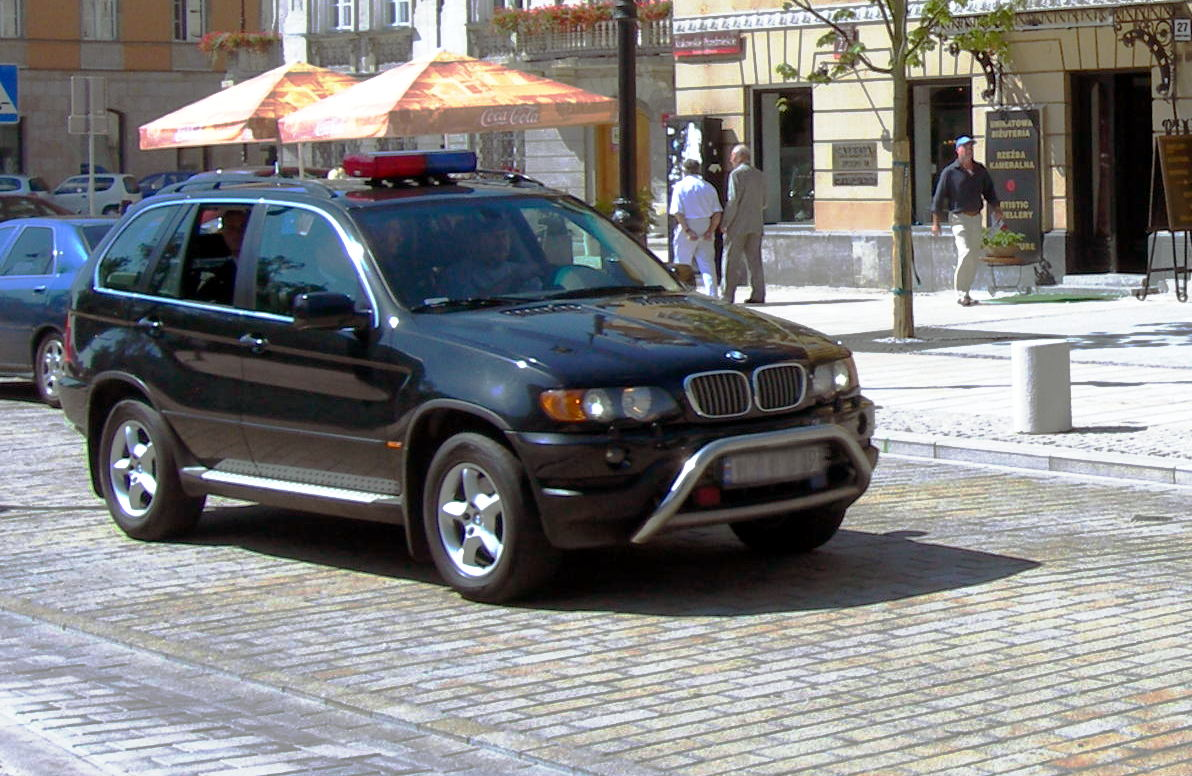
BMW X5 Biura Ochrony Rządu

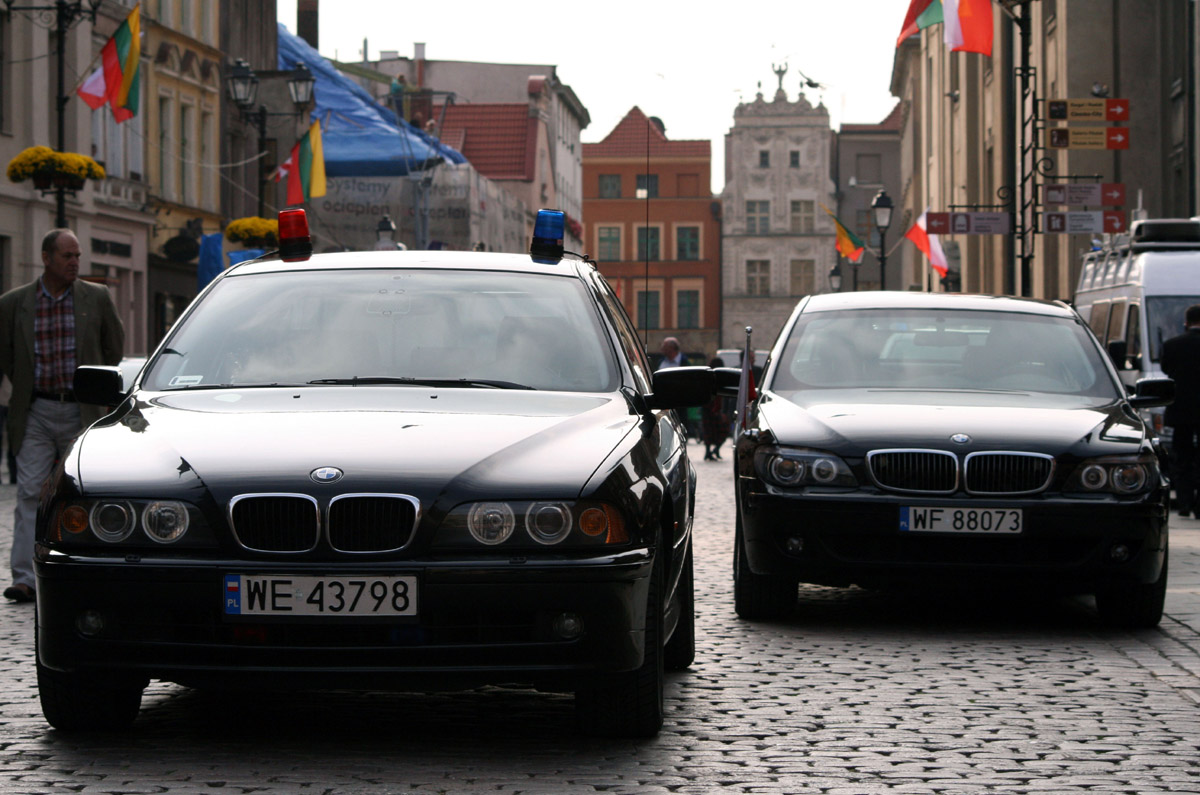
BMW serii 5 i serii 7 Biura Ochrony Rządu; po prawej limuzyna prezydenta

Do pojazdów wykorzystywanych przez BOR należały m.in. specjalnie wzmocnione i wyposażone:
- Audi A8
- Audi A6
- Audi Q7
- BMW serii 5,
- BMW serii 7,
- BMW X5,
- Chrysler Voyager,
- Mercedesy klasy E (W124),
- Mercedesy klasy G,
- Mercedesy klasy S,
- Mercedesy Viano
- Seat Exeo
- Škody Superb,
- Volvo S40.

Funkcjonariusze BOR byli uzbrojeni w:
- pistolety Glock 17, FN Five-seveN
- pistolety maszynowe UZI i Mini-UZI, FN P90, MP5
- karabinki szturmowe AKMS, Beryl wz.96, HK G36C i FN SCAR.